# Волков, Евгений Кириллович
Евге́ний Кири́ллович Во́лков (род. 1975) — российский дирижёр, хормейстер, педагог, художественный руководитель Государственного академического русского хора имени А. В. Свешникова до 31 декабря 2019 года.

## Краткая биография
Евгений Волков родился 29 декабря 1975 года в Москве в семье композитора Кирилла Волкова.
В 2000 г. окончил с отличием дирижёрско-хоровой факультет Московской государственной консерватории.
В 2002 г. — аспирантуру при Московской государственной консерватории по классу профессора Бориса Григорьевича Тевлина.
С 2000 г. — ведущий хормейстер Камерного хора Московской консерватории.
С 2011 г. — главный хормейстер Государственного академического русского хора имени А. В. Свешникова.
В августе 2012 назначен художественным руководителем Государственного академического русского хора имени А. В. Свешникова.
С 2000 г. — преподаватель, с 2009 г. — доцент Московской государственной консерватории имени П. И. Чайковского

## Отдельные достижения
Соавтор хоровой программы «Ленинградцы. 900 дней во имя жизни»
Совместно с Юрием Лаптевым подготовил программы концертов «День России в мире» в Париже (2015), Лондоне (2016), Иерусалиме (2017)